# Aneuraceae
Die Aneuraceae sind eine Familie der Ordnung der Aneurales, einer Gruppe von Lebermoosen mit einfach gebautem Thallus. Die Familie umfasst 4 Gattungen mit etwa 195 Arten.

## Merkmale
Die Thalli sind mehrzellschichtig, ohne deutlich abgegrenzte Mittelrippe und sind wenig und unregelmäßig verzweigt oder regelmäßig einfach bis dreifach gefiedert. Ölkörper sind gewöhnlich in allen Thalluszellen oder wenigstens in einigen vorhanden, selten fehlen sie. Pro Zelle sind entweder 1 bis 3 große oder zahlreiche kleine Ölkörper vorhanden. Die Gametangien werden an kurzen, schmalen Seitenästen gebildet. Die Kalyptra ist groß, keulenförmig, fleischig, mehrzellschichtig und oft papillös. Ein Pseudoperianth fehlt. Die Seta ist lang. Das Sporangium ist eiförmig bis walzenförmig und hat eine zweizellschichtige Wand. Elateren und Elaterenträger sind vorhanden. Sporen sind einzellig und 9 bis 26 µm groß. Die Pflanzen sind diözisch oder monözisch.

## Systematik
Die Familie umfasst weltweit vier Gattungen, drei davon kommen in Europa vor.
- Aneura mit etwa 15 Arten
- Cryptothallus 2 Arten
- Lobatiriccardia 5 Arten, nur in Asien bis Australien vorkommend
- Riccardia mit etwa 175 Arten